# Lozzi (Aalto)
Lozzi  (finnois : Lozzi), est un bâtiment pour la restauration des étudiants de l'université de Jyväskylä construit sur Seminaarinmäki à Jyväskylä en Finlande.

## Histoire
Lozzi tient son nom de la cafétéria de l'association étudiante ouverte en 1937.
Le restaurant est nommé en l'honneur de Johann Heinrich Pestalozzi.
En plus de la cafetaria, l'association étudiante y dispose d'espaces associatifs et de  bureaux.
Elle utilisera le bâtiment jusqu'en 1964 quand le bâtiment Ilokivi conçu par Alvar Aalto ouvre ses portes.
En 1975, la gestion de Lozzi passe de l'association étudiante à l'université.
Depuis 1997, le fonctionnement de la cafetaria est assuré par la société Sonaatti Oy.

## Galerie

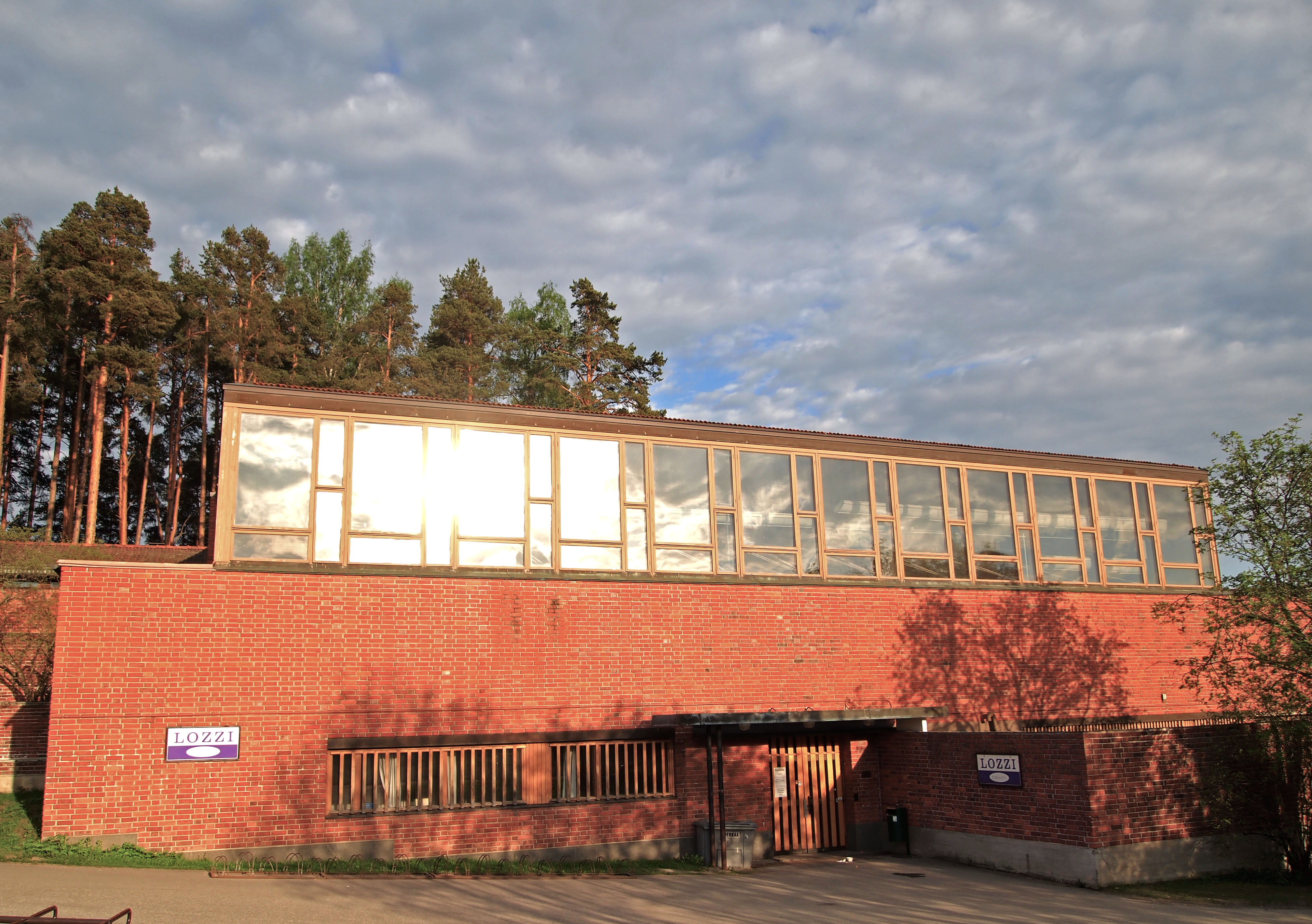